# Campionato di calcio della Repubblica Socialista Sovietica d'Estonia 1979
Il Campionato di calcio della Repubblica Socialista Sovietica d'Estonia 1979 era la massima divisione del campionato estone ed era un campionato regionale sovietico. La vittoria finale andò al Norma Tallinn che vinse il quarto titolo della sua storia.

## Formula
Era formato da undici squadre: ogni formazione si incontrava le altre in gironi di andata e ritorno, per un totale di 20 incontri. Erano previsti due punti per la vittoria e uno per il pareggio. 

## Classifica finale
|    | Classifica finale          | G  | V  | N | P  | GF | GS | Dif | Pt |
| -- | -------------------------- | -- | -- | - | -- | -- | -- | --- | -- |
| 1  | Norma Tallinn              | 20 | 12 | 6 | 2  | 34 | 16 | +18 | 30 |
| 2  | Dünamo Tallinn             | 20 | 13 | 3 | 4  | 40 | 13 | +27 | 29 |
| 3  | Kalev Sillamäe             | 20 | 10 | 6 | 5  | 29 | 17 | +12 | 26 |
| 4  | Tempo Tallinn              | 20 | 7  | 8 | 5  | 18 | 14 | +4  | 22 |
| 5  | Baltika Narva              | 20 | 9  | 3 | 8  | 31 | 24 | +7  | 21 |
| 6  | Keemik Kohtla-Järve        | 20 | 7  | 6 | 7  | 29 | 20 | +9  | 20 |
| 7  | Estonia Jõhvi Kohtla-Järve | 20 | 7  | 5 | 8  | 32 | 29 | +3  | 19 |
| 8  | Kalakombinaat Pärnu        | 20 | 6  | 5 | 9  | 25 | 30 | -5  | 17 |
| 9  | KAT Tartu                  | 20 | 7  | 2 | 11 | 32 | 48 | -16 | 16 |
| 10 | Dvigatel Tallinn           | 20 | 7  | 2 | 11 | 23 | 42 | -19 | 16 |
| 11 | TPI Tartu                  | 20 | 0  | 4 | 16 | 21 | 71 | -50 | 4  |

G = Partite giocate; V = Vittorie; N = Nulle/Pareggi; P = Perse; GF = Goal fatti; GS = Goal subiti; Dif = differenza reti; 